# Himmelsgedanken
Himmelsgedanken, der Gedichtband Karl Mays, erschien Weihnachten 1900 im Verlag Friedrich Ernst Fehsenfeld außerhalb der Reihe der Gesammelten Reiseerzählungen. Er verkaufte sich schlecht.

## Gesamteindruck
Karl Mays Himmelsgedanken sind eine literarische Frucht seiner Orientreise. In der Abwendung von der direkten Verarbeitung der Reiseeindrücke in der Form des lyrischen Reisetagebuchs zugunsten abstrakter religiöser „Lehrgedichte“ sowie der Spannung zwischen der Botschaft optimistischer Glaubenszuversicht und der Häufung schwermütiger Motive sind sie ein Zeugnis der schwierigen psychischen Situation, die May während der realen Begegnung mit dem Orient einerseits niederdrückte, ihm aber andererseits Impulse für seine literarische Neuorientierung gab. Auf der philosophisch-spirituellen Ebene ist das Buch die Nahtstelle zwischen den „klassischen“ Reiseerzählungen und dem Alterswerk. Überwiegend weisen seine Inhalte auf die von einem traditionellen biblisch-christlichen Denken geprägten religiösen Reflexionen in den vor der Jahrhundertwende entstandenen Werken zurück. In mehreren Gedichten und Aphorismen schlägt das Werk aber eine Brücke zu der „Reise in ein inneres Morgenland“, auf die sich May ab dem Beginn der Niederschrift von Et in terra pax im Frühjahr 1901 aufmachte.

## Textgeschichte
Die meisten der Gedichte entstanden auf Karl Mays Orientreise.
Er verwendete einige auch wiederholt für Gästebucheinträge oder Buchwidmungen.
Ein geplanter zweiter Band der Himmelsgedanken (1903, als Handschrift erhalten) blieb unveröffentlicht.

## Ausgaben
Nach der Auslieferung zu Weihnachten 1900 (1.-5. Tausend) erschien Mays Gedichtsammlung erst wieder 1918, diesmal nicht mehr als Separatausgabe, sondern unter dem Titel Lichte Höhen als Band 49 im Format und Gewand der Gesammelten Werke.
1921 gab es eine um das Drama Babel und Bibel erweiterte Auflage in verschiedenen Ausstattungen.
Eine stark bearbeitete Fassung lag dann Mitte der 1930er Jahre zwar bereits vor, wurde aber nur in wenigen Exemplaren in Form von unvollständigen Umbruch-Druckbögen verbreitet. 1956 wurde schließlich der Band 49 mit einer stark bearbeiteten Himmelsgedanken-Fassung wieder gedruckt.
Im Jahre 1988 erschien im Union Verlag Berlin-Ost eine unbearbeitete Fassung, in der allerdings die Aphorismen fehlen.
1998 wurde Band 49 wieder der Erstausgabe textlich angeglichen. Ein vollständiger Reprint der Erstausgabe, herausgegeben von Ralf Schönbach, erschien 2005 bei Books on Demand, Norderstedt.

## Rezeption
Für sein 2006 in der Lutherkirche Dresden-Neustadt uraufgeführtes Oratorium Wo der Herr nicht das Haus baut … verwendete Günter Neubert elf Gedichte aus den Himmelsgedanken (1988, Union-Verlag), und zwar:
- Blind und doch sehend, Str. 1 (S. 70)
- Oberflächlichkeit, Str. 1,1–4 und 3,1–4 (S. 168)
- Einsicht, Str. 2 (S. 55)
- Du hast - - -, Str. 2 (S. 85)
- Reue, Str. 2 (S. 82)
- Läuterung, Str. 3 (S. 46)
- Berufung, Str. 2 (S. 59)
- Verzeihen, Str. 2,1–4 (S. 48)
- Abendgebet, Str. 3 (S. 97)
- Zum Schluss, Str.2,5–8 (S. 171)
- Empor, Str. 1 (S. 52)

## Beurteilungen

### Kritisch
Gerhard Dahne schrieb 1988 in seinem Vorwort zu den Himmelsgedanken:
„… Überhaupt war Karl May der große Verlierer, ein Mann der auf der Höhe seines Ruhms von einer gnadenlosen Journaille zu Tode gehetzt wurde. Diesen Scheitelpunkt zwischen Auf- und Abstieg markiert der Gedicht- und Aphorismenband ‚Himmelsgedanken‘, der 1901 herauskam und die künstlerische Aufhebung seines Werkes in ungenießbarem Symbolismus einläutete. Ach, wäre er doch der unbekümmert dahinschreibende Träumer geblieben! (S. 12)
… Er bezeichnete sein Gesamtwerk als ein einziges Aufsteigen zu Gott. Diese symbolische Verklärung erfolgte in den abgequälten Romanen ‚Winnetous Erben‘ und ‚Ardistan und Dschinnistan‘, obwohl ständig auf seinem Schreibtisch ein Merkzettel mahnte: ‚Die Gestalten klar, hell, rein und groß / Vermeide harte, grelle schmerzhafte Lichter! / Klassische Formen, in erhabener abgeklärter Ruhe! / Flimmere nicht! Sei nicht theatralisch! / Schlichte Wahrheit! / Hüte dich zu schulmeistern!‘ (S. 18 f.)
… Aktion und Raum bedingen häufig einander so, daß die Auflösung der Konflikte dort geschieht, wo landschaftlich an Höhe gewonnen wurde. Auf der insgesamt höchsten Erhebung der Reiseroute stört dann nichts mehr den Einklang zwischen Himmel und Seele. Den Extrakt dieser Wechselbeziehung finden wir in den Gedichten des Bandes ‚Himmelsgedanken‘. (S. 20)
… Ob als Kara Ben Nemsi, was ihn als Sohn der Deutschen ausgibt, oder als Kuang-si-tasse, was so viel wie 'Großer Glanz, Doktor aus dem Westen' heißen soll, niemand hat sich Gott inniger befohlen als der deutsche Sachse. Doch trotz dieses nationalistischen Übermenschentums ist an der aufrichtig gemeinten Nächstenliebe Karl Mays nicht zu zweifeln. Ausdrücklich schreibt er in ‚Himmelsgedanken‘: ‚Die Völker stehen in Wechselbeziehungen zueinander, von den jeder Einzelne mehr oder weniger berührt wird. Glaubt er, diese Berührung nur zu seinem Nutzen ausbeuten zu müssen, so entzieht er denen, die er auszubeuten trachtet, sowohl die Möglichkeit als auch den guten Willen, ihm auch fernerhin zur Bereicherung zu dienen.‘ (S. 20 f.)
… Traktätchenhafte Agitation wird durch Versmaß und Reimerei zur Lyrik verdonnert, die gemessen daherschreiten will und doch nur ständig über ihre eigenen Stelzen stolpert. Was in prosaischer Formulierung der Reiseerzählungen unter kräftigen Spannungsbögen unauffällig dahinplätscherte, plustert sich jetzt zu triefendem Schwulst auf. (S. 21 f.)
… Wer seine Schmöker und Abenteuerromane liest oder gelesen hat, sollte die Lektüre der Gedichte nicht verschmähen. Sie geben Einblicke, sind Karl Mays Glaubensbekenntnis. …“ (S. 23)

### Ambivalent
Aufgrund einer Analyse des in Aden entstandenen Gedichts Im Alter konstatierte Christoph F. Lorenz 1982 eine Mischung zwischen „resignative(r) Herbststimmung“ aufgrund der Presseangriffe sowie der „drohenden Verschlimmerung seiner Ehekrise“ und positiver Entschlossenheit zu einem literarischen und menschlichen Neuanfang.
Walter Schönthal und Reinhard Tschapke, die ebenfalls konkret auf Im Alter Bezug nehmen, stellten 2001 fest, dass „(v)iele der Gedichte (…) auch einen düsteren Unterton (besitzen)“ und sich „in ihnen (…) Probleme und Phasen der Resignation (spiegeln), mit denen May zur Zeit der Entstehung des jeweiligen Gedichtes zu kämpfen hatte“.
Und: Karl May selbst hat in einem Brief vom 9. August 1907 an Karl Hoeber, den Nachfolger von Hermann Cardauns als Hauptredakteur der Kölnischen Volkszeitung, auf eine psychologische Ebene der Himmelsgedanken hingewiesen: „Dabei enthält das Buch nicht ein einziges lyrisches Wort, sondern nur gereimte psychologische Perspectiven!“ Dies könnte zumindest ein Indiz dafür sein, dass dem Schriftsteller die Existenz einer autobiografischen Ebene der Himmelsgedanken bewusst gewesen sein könnte, wenn der späte May auch unter „Psychologie“ eher sein spirituell-ethisches Modell des Menschen und seiner Entwicklung verstand.
Und Hartmut Wörner urteilte 2017 in seinem Beitrag Zwischen Depression und Aufbruch:
„… Angesichts der Existenz einer starken autobiographischen Strömung der ‚Himmelsgedanken‘ lohnt es sich zu untersuchen, welche Rolle die ausgeprägte spirituell-philosophische ‘Außenseite’ der Texte als ‚Gegengewicht‘ zu Mays depressiver Grundstimmung spielte. Es stellt sich die Frage, ob die ‚besonders intensive Anklammerung an den christlichen Glauben‘ in den Gedichten und Aphorismen und die düstere autobiographische Ebene nicht eng miteinander verzahnt, ja ‚zwei Seiten einer Medaille‘ sind. Nach dem Willen des Autors sollen die ‚Himmelsgedanken‘ dem Leser eine optimistische Glaubensbotschaft vermitteln und – anders als die wenige Jahre später entstandenen Bände 3 und 4 des ‚Silberlöwen‘-Romans – keine autobiographischen Aussagen transportieren. ‚Gott ist der ganze Band der ‚Himmelsgedanken‘ gewidmet. Gott ist die Muse des lyrischen Subjekts (…).“
„Deshalb finden wir in dem Buch natürlich auch Texte, die frei sind von ‚düsteren‘ Motiven; dies gilt für eine ganze Reihe von Gedichten und fast alle Aphorismen. Dort, wo die schwermütige Grundstimmung des durch den Orient reisenden Autors durchbricht, wird ihr direkt die unwiderstehliche Macht der christlichen Botschaft gegenübergestellt, die, so May, das Böse, Dunkle in der Welt besiegt, Konflikte aufhebt und den Tod als Popanz erscheinen lässt, weil das irdische Leben bereits Teil der Ewigkeit ist. Am Ende der Gedichte ist auch nach düsterem Beginn immer der, häufig über mehrere Strophen schrittweise vollzogene, Aufstieg in ‚lichte Höhen‘ erreicht. Zweifellos sind die ‚Himmelsgedanken‘ ein Ausdruck der Glaubenszuversicht Mays. Sie nehmen aber in seinem Werk auch dadurch eine Sonderstellung ein, dass die Wendungen ins Positive trotz der authentischen Religiosität angesichts der Macht der depressiven Grundstimmung an manchen Stellen so wirken, als ob sie zwanghaft beschworen würden. …“